# A parte il fatto/Capirai
A parte il fatto/Capirai è un singolo della cantante italiana Iva Zanicchi, pubblicato su vinile a 45 giri nel 1979.

## Tracce
Lato A
- A parte il fatto - 3:50 - (Cristiano Malgioglio - Corrado Castellari)

Lato B
- Capirai - 4:15 - (Luigi Albertelli - Bruno Tavernese)